# Verd paradís
Pour les articles homonymes, voir Vert paradis.
Vert paradis (titre original en occitan : Verd paradís) est une série de recueils de contes écrits par Max Rouquette réunis en 7 volumes, dont les deux premiers ont été publiés en 1962 et 1974 respectivement.
Vert paradis regroupe 71 contes, soit presque la totalité de la production en prose de Rouquette à l'exception de ses romans,. Il est considéré comme le chef-d'œuvre de l'auteur et comme l'un des sommets de la prose occitane contemporaine,,
L'œuvre a été traduite en français en 1980 et a fait l'objet de multiples rééditions,. Elle a plus tard été également traduite en anglais (en 1995 chez University of Michigan Press), en bulgare, en allemand et en néerlandais.
Le titre est une allusion au « vert paradis des amours enfantines », le paradis perdu de l'enfance dont parle Charles Baudelaire dans Moesta et Errabunda, l'un des derniers poèmes de Spleen et Idéal.

## Éditions

### En occitan
- (oc) Max Rouquette, Verd Paradís I, Toulouse, IEO, février 1975, 235 p. (BNF 34705527).